# Suga (мини-альбом)
| Совокупная оценка    | Совокупная оценка |
| Источник             | Оценка            |
| -------------------- | ----------------- |
| Album of the Year    | 71/100            |
| AnyDecentMusic?      | 7.2/10            |
| Metacritic           | 77/100            |
| Оценки критиков      |                   |
| Источник             | Оценка            |
| AllMusic             | [ 5 ]             |
| Consequence of Sound | B                 |
| Exclaim!             | 7/10              |
| The Line of Best Fit | 9/10              |
| Pitchfork            | 7/10              |
| Rolling Stone        | [ 10 ]            |

Suga — третий мини-альбом американской рэперши Megan Thee Stallion. Он был выпущен 6 марта 2020 на лейблах 1501 Certified Entertainment и 300 Entertainment. Он включает в себя гостевые участия от Кейлани и Gunna.
Мини-альбом включает в себя сингл «B.I.T.C.H.», вышедший 24 января 2020, заняв 31 позицию в американском чарте Billboard Hot 100. «Captain Hook» был выпущен 10 марта 2020 как второй сингл. Видеоклип на песню был выпущен в тот же день. Песня «Savage» была отправлена на 40 Contemporary hit radio лейблами 1501 Certified Entertainment и 300 Entertainment как третий сингл с мини-альбома.

## История
Ведущий сингл, «B.I.T.C.H.», был выпущен 24 января 2020. Он был хорошо воспринят критиками и занял 31 позицию в чарте Billboard Hot 100. После выхода «B.I.T.C.H.», Megan Thee Stallion раскрыла более подробную информацию о мини-альбоме.
В феврале 2020, в интервью она заявила, что альбом выйдет в мае 2020, в день рождения её матери.
4 марта 2020, в социальных сетях Megan Thee Stallion анонсировала релиз и трек-лист её нового проекта под названием Suga.

## Синглы
Ведущий сингл мини-альбома, «B.I.T.C.H.», был выпущен 24 января 2020. Песня дебютировала и заняла 31 позицию в чарте Billboard Hot 100 и 9 позицию в американском чарте Rolling Stone Top 100. Видеоклип на песню был выпущен 6 марта 2020, в день релиза мини-альбома «Suga». Он был срежиссирован Eif Rivera.
Музыкальное видео для песни «Captain Hook» было выпущено 10 марта 2020. Позднее, Меган запустила танцевальный челлендж с этой песней в приложении TikTok, который быстро стал виральным. Песня дебютировала и достигла высшей позиции под номером 74 в чарте Billboard Hot 100.
Песня «Savage» стала вирусной в приложении TikTok. Позднее, песня была выпущена в качестве третьего сингла мини-альбома.

## Коммерческий успех
Suga дебютировал на 10 позиции в американском чарте Billboard 200 с продажами в 41,000 единиц, эквивалентных альбому. Этот мини-альбом стал вторым альбомом Megan Thee Stallion, попавший в топ-10 чарта Billboard 200.

## Список композиций
| №                   | Название                             | Автор(ы)                                                                                 | Продюсеры                 | Длительность |
| ------------------- | ------------------------------------ | ---------------------------------------------------------------------------------------- | ------------------------- | ------------ |
| 1.                  | «Ain't Equal»                        | Меган Пит Мартин МакКартис                                                               | Helluva                   | 2:24         |
| 2.                  | «Savage»                             | Пит Энтони Уайт Бобби Сешнс-младший                                                      | J. White Did It           | 2:35         |
| 3.                  | «Captain Hook»                       | Пит Джулиан Мейсон                                                                       | Lil Ju                    | 2:56         |
| 4.                  | «Hit My Phone» (при участии Кейлани) | Пит Кейлани Пэрриш Ниджа Чарльз Джейкоб Даттон Эндрю Вансел Сэм Вишкоски                 | Jake One Pop Wansel Swish | 2:30         |
| 5.                  | «B.I.T.C.H.»                         | Пит МакКартис Гари Купер Джордж Клинтон-младший Уильям Коллинс Тупак Шакур Дугласс Рашид | Helluva                   | 3:03         |
| 6.                  | «Rich»                               | Пит Томми Браун                                                                          | Brown                     | 1:35         |
| 7.                  | «Stop Playing» (при участии Gunna)   | Пит Sergio Kitchens Чад Хьюго Фаррелл Уильямс                                            | The Neptunes              | 2:54         |
| 8.                  | «Crying in the Car»                  | Пит Хьюго Уильямс                                                                        | The Neptunes              | 3:12         |
| 9.                  | «What I Need»                        | Пит Тимоти Мосли                                                                         | Timbaland J Tabb          | 3:20         |
| Общая длительность: | Общая длительность:                  | Общая длительность:                                                                      | Общая длительность:       | 24:33        |

## Чарты
| Чарт (2020)                            | Высшая позиция |
| -------------------------------------- | -------------- |
| Канада (Canadian Albums Chart)         | 17             |
| Нидерланды (Album Top 100)             | 56             |
| Эстония (Eesti Tipp-40)                | 37             |
| Франция (SNEP)                         | 149            |
| США (Billboard 200)                    | 7              |
| США (Billboard Top R&B/Hip-Hop Albums) | 6              |
| США (Billboard Top Rap Albums)         | 5              |

### Комментарии
1. ↑  «B.I.T.C.H.» включает в себя текст песни Тупака Шакура «Ratha Be Ya Nigga» (1996), написанный Тупаком Шакуром и Дугласом Рашидом[37].